# Старые Пичингуши
Старые Пичингуши — село в Ельниковском районе Мордовии. Входит в состав Ельниковского сельского поселения.

## История
В «Списке населённых мест Пензенской губернии за 1869» Старые Пичингуши казенная село из 55 дворов Краснослободского уезда.

## Население
| 2002 | 2010 |
| ---- | ---- |
| 193  | ↘146 |

Национальный состав
Согласно результатам Всероссийской переписи населения 2002 года, в национальной структуре населения мордва-мокша составляли 95 %.